# 共同店

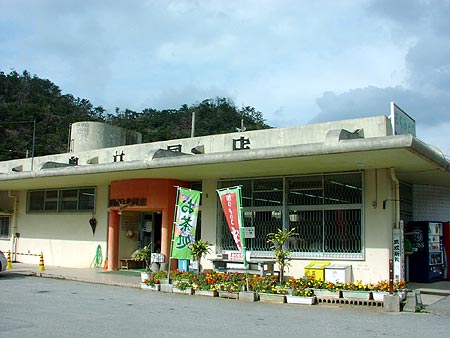
奥共同店

共同店（きょうどうてん）は、集落の住民が共同で出資・運営する商店である。沖縄県、沖縄本島北部（ヤンバル）、離島や、鹿児島県南部の離島に多く残る。共同売店（きょうどうばいてん）や共同組合（きょうどうくみあい）ともいう。

## 概説
沖縄本島北部国頭村の字奥で現在も営業している奥共同店が共同店第1号である。奥共同店が開業したのは1906年（明治39年）であり、2006年（平成18年）には創立100周年を祝う記念式典が行われた。
共同店（共同売店）の事業や運営は集落によって異なる。事業としては、食料品、日用雑貨、農業用資材などの仕入れ販売以外に、集落の農産物の共同出荷が一部の共同店で行われており、かつては電話の取次、金銭の貸付なども行われた（なお、現金を持ち合わせていない客への掛け売りは現在も行われている）。ガソリンスタンドを併設する共同店もある。高齢の利用者には、商品を届けたり、店に現れないと店員が様子を見に行ったりするケースもある。
奥共同店では、製材や運送を行っていた時期もあった。運営としては、集落直営のほかに、特定の人に運営を請け負わせる形態もある。共同店の利益は、内部留保されるほか、住民に配当されたり、集落の行事を行うために寄付されたりする。
共同店（共同売店）はかつての産業組合や現在の農業協同組合、消費生活協同組合に似ているが、これらとは異なり、法人組織ではない。法律上は民法組合と考えられる。なお、「協同組合」という名称を使用できるのは法律上の協同組合に限られるので、共同組合を「協同組合」と表記することはない。ただし国頭村安田の「安田協同店」や名護市の「羽地中部協同売店」などいくつかの例外はある。
離島など過疎地域は住民の減少や高齢化、また交通網が整備されることで域外への買い物が容易となり経営難から共同店（共同売店）の数は減少傾向にある。ピークの1970年代には約200店あったが、現存するのは約50店である。
経営難の中、地域住民の取り組みによりクラウドファンディングを行うなどして経営存続を行う共同店（田名共同売店）もある。

## 現在営業中の共同店・共同売店[7]
（北から順に）
伊平屋村・伊平屋島
- 田名共同売店（旧田名スーパー）（伊平屋村字田名） 1928年（昭和3年）設立[6]
- 前泊スーパー（伊平屋村字前泊）
- 島尻スーパー（伊平屋村字島尻）

伊是名村・伊是名島
- 仲田共同売店（伊是名村仲田）

国頭村
- 辺戸共同店
- 奥共同店
- 宜名真共同店
- 楚洲共同店
- 安田協同店